# سليمان كندي (شوط)
سليمان كندي هي قرية في مقاطعة شوط‌، إيران. عدد سكان هذه القرية هو 542 في سنة 2006.